# Lázeňský dům (Tábor)
Lázeňský dům v Táboře vedle Housova mlýna je lázeňský objekt postavený někdy po roce 1888, ale před rokem 1895, kdy je doložena přístavba mlýnice na parní pohon. Lázně v areálu Housova mlýna fungovaly už v 18. století.

## Architektura
Dům na obdélníkovém půdorysu je zděný z pálených cihel, přízemní se zvýšenou atikovou partií a je kryt sedlovou střechou. V jižním štítovém průčelí je prolomen hlavní vchod, okna v přízemí jsou zdobena šambránami a rovnými suprafenestrami. Od přízemí je římsou oddělena atika se třemi čtvercovými okny, další římsou je pak oddělen štít se štukovou výzdobou, v současnosti značně poškozenou. Boční průčelí je pětiosé a má kromě podstřešní římsy hladkou fasádu. Druhé štítové průčelí je orientováno na sever a je nejméně výrazné. V něm je umístěn vedlejší vchod do objektu.
Mezi lázeňským domem a sousední mlýnicí je vybudován prampouch.